# Soojin
Seo Soo-jin, mai cunoscută sub numele de Soojin, (în coreeană 서수진; n. 9 martie 1998, Bongdam⁠(d), Gyeonggi-do, Coreea de Sud) este o cântăreață și dansatoare sud-coreeană. Este o fostă membră a grupului de fete sud-coreean (G)I-dle sub Cube Entertainment.